# Seal (2003)
Seal är det fjärde albumet (och det tredje självbetitlade albumet) av den brittiske sångaren Seal. Albumet kallas ibland Seal IV för att undvika förväxling med hans tidigare album.

## Låtlista

### Originalversionen
1. "Get It Together"
2. "Love's Divine"
3. "Waiting for You"
4. "My Vision"
5. "Don't Make Me Wait"
6. "Let Me Roll"
7. "Touch"
8. "Where There's Gold"
9. "Loneliest Star"
10. "Heavenly ... (Good Feeling)"
11. "Tinsel Town"
12. "Get It Together (Reprise)"

### Australisk version
1. "Get It Together"
2. "Love's Divine"
3. "Waiting For You"
4. "My Vision"
5. "Don't Make Me Wait"
6. "Let Me Roll"
7. "Touch"
8. "Where There's Gold"
9. "Loneliest Star"
10. "Heavenly... (Good Feeling)"
11. "Tinsel Town"
12. "Get It Together" (Reprise)
13. "Love's Divine" (Deepsky Club Mix)**

### French release
1. "Get It Together"
2. "Love's Divine"
3. "Waiting For You"
4. "My Vision"
5. "Don't Make Me Wait"
6. "Let Me Roll"
7. "Touch"
8. "Where There's Gold"
9. "Loneliest Star"
10. "Heavenly... (Good Feeling)"
11. "Tinsel Town"
12. "Get It Together" (Reprise)
13. "Les Mots"** (duett med Mylène Farmer)